# Phespia corinna
Phespia corinna là một loài bọ cánh cứng trong họ Cerambycidae.